# Fed Cup 2012 – zóna Evropy a Afriky

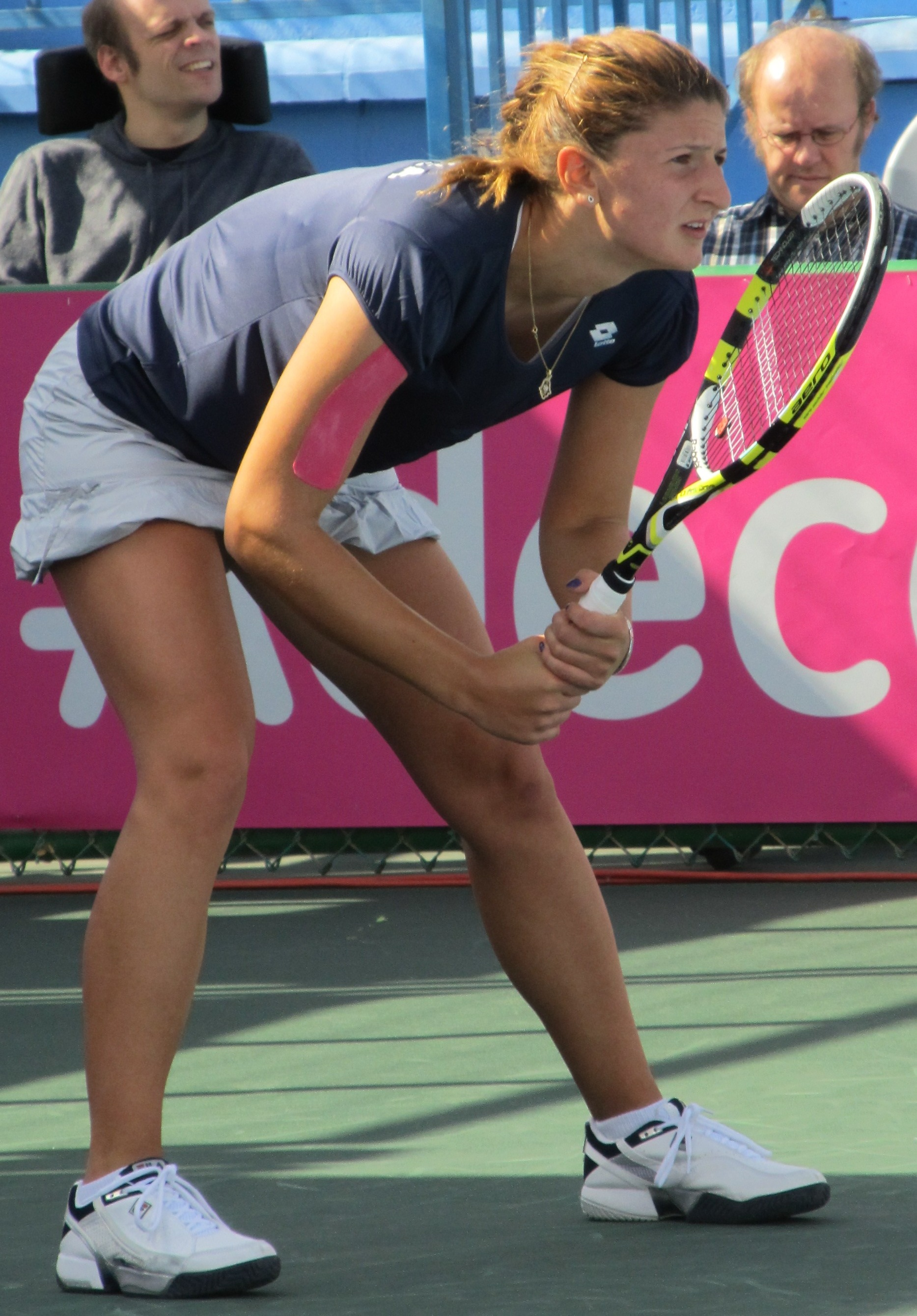
Rumunka Irina-Camelia Beguová během 1. dne soutěže

Zóna Evropy a Afriky Fed Cupu 2012 byla jednou ze tří zón soutěže, kterých se účastnily státy ležící v daných regionech, v tomto případě týmy ze států nacházejících se na evropském a africkém kontinentu. Do soutěže zóny Evropy a Afriky nastoupilo 34 družstev, z toho patnáct účastníků hrálo v 1. skupině, osm ve 2. skupině a jedenáct v kvalitativně nejnižší 3. skupině. Součástí herního plánu byly také tři baráže.

## 1. skupina
- Místo konání: Municipal Tennis Club, Ejlat, Izrael (tvrdý, venku)
- Datum: 1. – 4. února

Patnáct týmů bylo rozděleno do čtyř bloků – blok A měl tři a zbývající čtyři účastníky. Vítězové všech bloků se utkaly v zápase o postup do baráže o Světovou skupinu II pro rok 2012 (vzájemné zápasy vítězů: A–C a B–D). Družstva, která se umístila na druhém a třetím místě bloků spolu sehrála zápasy o konečnou 5. až 12. příčku. Týmy ze čtvrtých míst se utkaly ve vzájemném zápase o udržení (vzájemné zápasy týmů na 4. místě: A–C a B–D). Dva poražení sestoupili do 2. skupiny zóny Evropy a Afriky pro rok 2013.

### Bloky
|    | Blok A          | AUT | BUL | EST |
| 1. | Rakousko (2–0)  |     | 2–1 | 2–1 |
| 2. | Bulharsko (1–1) | 1–2 |     | 3–0 |
| 3. | Estonsko (0–2)  | 1–2 | 0–3 |     |

|    | Blok B                    | SWE | HUN | BIH | GRE |
| 1. | Švédsko (3–0)             |     | 2–1 | 3–0 | 2–1 |
| 2. | Maďarsko (2–1)            | 1–2 |     | 2–1 | 3–0 |
| 3. | Bosna a Hercegovina (1–2) | 0–3 | 1–2 |     | 3–0 |
| 4. | Řecko (1–2)               | 1–2 | 0–3 | 0–3 |     |

|    | Blok C               | GBR | POR | ISR | NED |
| 1. | Velká Británie (3–0) |     | 3–0 | 3–0 | 2–1 |
| 2. | Portugalsko (2–1)    | 0–3 |     | 2–1 | 2–1 |
| 3. | Izrael (1–2)         | 0–3 | 1–2 |     | 2–1 |
| 4. | Nizozemsko (0–3)     | 1–2 | 1–2 | 1–2 |     |

|    | Blok D            | POL | ROU | CRO | LUX |
| 1. | Polsko (3–0)      |     | 2–1 | 3–0 | 3–0 |
| 2. | Rumunsko (2–1)    | 1–2 |     | 2–1 | 3–0 |
| 3. | Chorvatsko (1–2)  | 0–3 | 1–2 |     | 2–1 |
| 4. | Lucembursko (0–3) | 0–3 | 0–3 | 1–2 |     |

### Baráž
| Pořadí       | Vítěz          | Výsledek | Poražený            |
| ------------ | -------------- | -------- | ------------------- |
| Postup       | Velká Británie | 2–0      | Rakousko            |
| Postup       | Švédsko        | 2–1      | Polsko              |
| 5.–8. místo  | Portugalsko    | 2–0      | Bulharsko           |
| 5.–8. místo  | Rumunsko       | 2–0      | Maďarsko            |
| 9.–12. místo | Chorvatsko     | 2–0      | Bosna a Hercegovina |
| 9.–12. místo | Izrael         | —        | bez soupeře         |
| Sestup       | Nizozemsko     | 2–1      | Estonsko            |
| Sestup       | Lucembursko    | 2–1      | Řecko               |

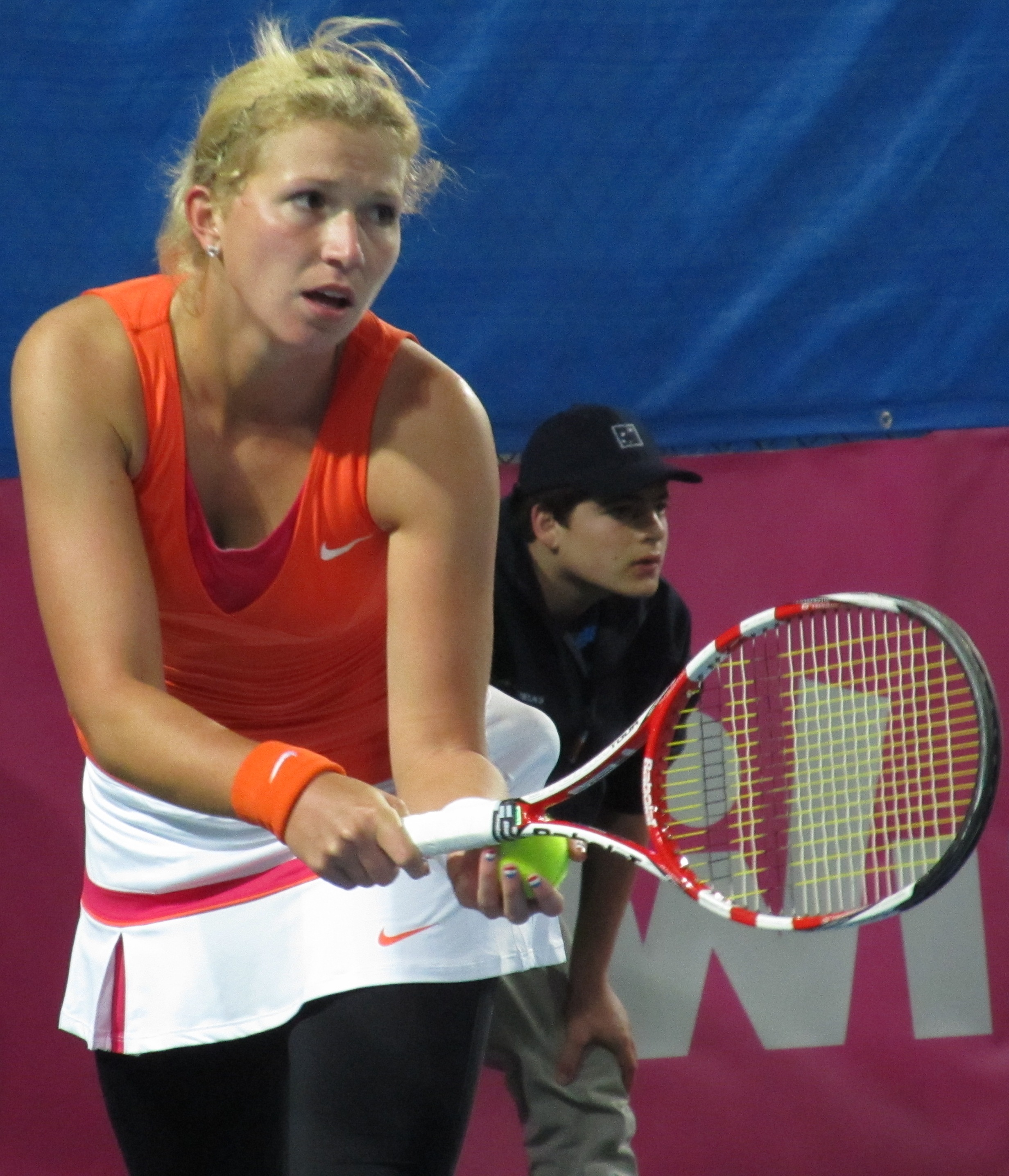
Nizozemka Michaëlla Krajiceková, 1. den soutěže

- Velká Británie a Švédsko postoupily do baráže Světové skupiny II.
- Estonsko a Řecko sestoupily do 2. skupiny zóny Evropy a Afriky pro rok 2013.

## 2. skupina
- Místo konání: Golf El Solaimaneyah Club, Káhira, Egypt (antuka, venku)
- Datum: 18. – 21. dubna

Osm týmů bylo rozděleno do dvou bloků A a B. První dva týmy z každé skupiny se utkaly v baráži o postup do 1. skupiny zóny Evropy a Afriky pro rok 2013, a to zápasem první z bloku A s druhým z bloku B a naopak. Vítěz každého zápasu si zajistil postup. Třetí a čtvrté týmy z obou bloků sehrály zápas o udržení. Čtvrtý tým bloku B nastoupil s třetím z bloku A naopak. Poražení sestoupili do 3. skupiny zóny Evropy a Afriky pro rok 2013.

### Bloky
|    | Blok A             | RSA | MNE | FIN | DEN |
| 1. | Jižní Afrika (3–0) |     | 3–0 | 3–0 | 3–0 |
| 2. | Černá Hora (2–1)   | 0–3 |     | 3–0 | 2–1 |
| 3. | Finsko (1–2)       | 0–3 | 0–3 |     | 2–1 |
| 4. | Dánsko (0–3)       | 0–3 | 1–2 | 1–2 |     |

|    | Blok B         | GEO | TUR | LAT | NOR |
| 1. | Gruzie (3–0)   |     | 3–0 | 2–1 | 3–0 |
| 2. | Turecko (2–1)  | 0–3 |     | 2–1 | 3–0 |
| 3. | Lotyšsko (1–2) | 1–2 | 1–2 |     | 3–0 |
| 4. | Norsko (0–3)   | 0–3 | 0–3 | 0–3 |     |

### Baráž
| Pořadí | Vítěz    | Výsledek | Poražený     |
| ------ | -------- | -------- | ------------ |
| Postup | Turecko  | 3–0      | Jižní Afrika |
| Postup | Gruzie   | 3–0      | Černá Hora   |
| Sestup | Finsko   | 3–0      | Norsko       |
| Sestup | Lotyšsko | 3–0      | Dánsko       |

- Turecko a Gruzie postoupily do 1. skupiny zóny Evropy a Afriky pro rok 2013.
- Norsko a Dánsko sestoupily do 3. skupiny zóny Evropy a Afriky pro rok 2013.

## 3. skupina
- Místo konání: Golf El Solaimaneyah Club, Káhira, Egypt (antuka, venku)
- Datum: 16. – 21. dubna

Jedenáct týmů bylo rozděleno do dvou bloků A (5) a B (6). První dva týmy z každého bloku se utkaly v baráži o postup do 2. skupiny zóny Evropy a Afriky pro rok 2013, a to zápasem první z bloku A s druhým z bloku B a naopak. Vítěz každého zápasu si zajistil postup. Třetí, čtvrté a páté týmy z obou bloků sehrály zápas o konečné 5. až 10. místo. Šestý tým bloku B skončil na konečném 11. místě 3. skupiny zóny.

### Bloky
|    | Blok A        | MAR | IRL | ARM | MLT | KEN |
| 1. | Maroko (4–0)  |     | 2–1 | 2–1 | 2–1 | 3–0 |
| 2. | Irsko (3–1)   | 1–2 |     | 2–1 | 2–1 | 3–0 |
| 3. | Arménie (2–2) | 1–2 | 1–2 |     | 3–0 | 3–0 |
| 4. | Malta (1–3)   | 1–2 | 1–2 | 0–3 |     | 3–0 |
| 5. | Keňa (0–4)    | 0–3 | 0–3 | 0–3 | 0–3 |     |

|    | Blok B          | TUN | LIT | EGY | MDA | CYP | NAM |
| 1. | Tunisko (5–0)   |     | 2–1 | 3–0 | 3–0 | 3–0 | 2–1 |
| 2. | Litva (4–1)     | 1–2 |     | 3–0 | 3–0 | 3–0 | 3–0 |
| 3. | Egypt (3–2)     | 0–3 | 0–3 |     | 3–0 | 3–0 | 3–0 |
| 4. | Moldavsko (2–3) | 0–3 | 0–3 | 0–3 |     | 2–1 | 2–1 |
| 5. | Kypr (1–4)      | 0–3 | 0–3 | 0–3 | 1–2 |     | 2–1 |
| 6. | Namibie (0–5)   | 0–3 | 0–3 | 0–3 | 1–2 | 1–2 |     |

### Baráž
| Pořadí       | Vítěz     | Výsledek | Poražený    |
| ------------ | --------- | -------- | ----------- |
| Postup       | Litva     | 2–1      | Maroko      |
| Postup       | Tunisko   | 2–1      | Irsko       |
| 5.–8. místo  | Egypt     | 2–1      | Arménie     |
| 5.–8. místo  | Moldavsko | 2–1      | Malta       |
| 9.–10. místo | Kypr      | 3–0      | Keňa        |
| 11. místo    | Namibie   | —        | bez soupeře |

- Litva a Tunisko postoupily do 2. skupiny zóny Evropy a Afriky pro rok 2013.